# Metapone tricolor
Metapone tricolor är en myrart som beskrevs av Mcareavey 1949. Metapone tricolor ingår i släktet Metapone och familjen myror. Inga underarter finns listade i Catalogue of Life.